# Otok Ellis
Otok Ellis poluumjetni je otok u saveznom vlasništvu u njujorškoj luci, na međi američkih država New Jersey i New York. U prošlosti je bio najprometnija postaja za prijem useljenika u Sjedinjenim Američkim Državama. Tamo je od 1892. do 1954. obrađeno gotovo 12 milijuna ljudi pristiglih brodovima. Od 1965. pod upravom je organizacije Nacionalnog spomenika Kipa slobode. Iako postoji most prema New Jerseyju, javnost otoku može pristupiti samo trajektom. Sjeverna strana otoka nacionalni je muzej imigracije. Južna je strana s bolnicom za useljenike otvorena za javnost u sklopu organiziranih obilazaka.
Otok je ime dobio po Samuelu Ellisu, Velšaninu koji ga je kupio 1774. godine. U 19. stoljeću na njemu je bila utvrda Gibson, a kasnije je postao mornaričko spremište. Prva inspekcijska stanica bila je otvorena 1892. godine, no uništena je u požaru 1897. Druga stanica otvorena je 1900. i u njoj su se nalazile karantena i uredi za obradu useljenika. Od 1924. bio je prvenstveno pritvor za migrante. Tijekom Prvog i Drugog svjetskog rata njegove je objekte koristila i američka vojska za pritvaranje ratnih zarobljenika. Nakon zatvaranja useljeničkog centra zgrade nisu upotrebljavane nekoliko godina, sve dok nisu ponovo djelomično otvorene 1976. Glavna zgrada i susjedni objekti potpuno su renovirani i pretvoreni u muzej 1990.

## Vanjske poveznice
- Bukovčan, Tanja. 20. prosinca 2006. Rana hrvatska imigracija u SAD, prakse na otoku Ellis i stvaranje hrvatske dijaspore. Etnološka tribina : Godišnjak Hrvatskog etnološkog društva. 36 (29): 71–89. ISSN 0351-1944